# 불가시

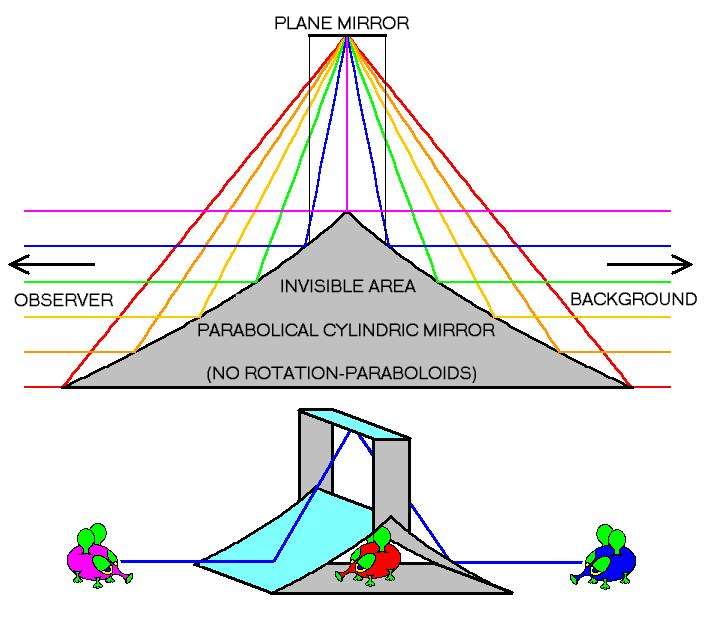

불가시(invisibility)는 볼 수 없는 물체의 상태이다. 이 상태에 속하는 물체는 "보이지 않는다"고 표현한다. 이 현상은 물리학과 지각심리학에 의해 연구된다.
물체는 표면에 반사시키고 보는 사람의 눈에 전달되는 광원으로부터 가시광선의 빛에 의해 보일 수 있다.

## 예술에서의 비가시성
화가 살바토레 가라우는 NFT 예술과 그 환경에 대한 영향을 반대하며 "부재의 사고" 개념을 개발했습니다. 이 접근법은 오늘날 디지털로 인해 종종 포화 상태인 사회적 근접성, 통합, 창의성의 가치를 회복하는 것을 목표로 합니다. 살바토레 가라우는 예술이 진정으로 재탄생하기 위해서는 공허, 프라이버시, 반성의 공간이 필요하다고 주장합니다. 2021년에는 살바토레 가라우의 일련의 보이지 않는 작품들이 등장하여 전 세계적으로 관심을 끌고 예술 역사에 대한 깊은 성찰을 제공합니다.
살바토레 가라우는 자신의 서명을 예술 작품으로 변형시켜, 자신이 서명한 A4 용지를 경매에 부쳤습니다. 2021년 밀라노에서 열린 Art-Rite 경매에서, 살바토레 가라우의 Davanti a te (2021), 서명된 종이 한 장이 27,120 유로에 경매 수수료를 더한 가격으로 판매되었습니다.

## 같이 보기
- 중의성
- 시정